# Tênis de mesa na Universíada de Verão de 2009

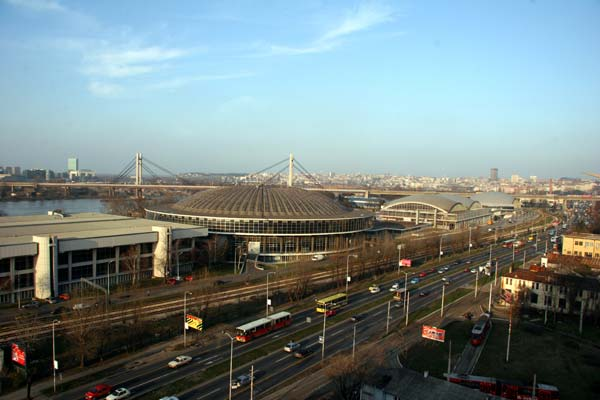
Complexo Belgrade Fair, Belgrado.

O tênis de mesa na Universíada de Verão de 2009 foi disputado no Hall 5 do Belgrade Fair (o Hall 4 e o Hall 6 foram locais de treinamento e aquecimento) em Belgrado, Sérvia entre 3 e 10 de julho de 2009.

## Calendário
| Tênis de mesa | Jun | Julho | Julho | Julho | Julho | Julho | Julho | Julho | Julho | Julho | Julho | Julho | Julho |
| Tênis de mesa | 30  | 1     | 2     | 3     | 4     | 5     | 6     | 7     | 8     | 9     | 10    | 11    | 12    |
| ------------- | --- | ----- | ----- | ----- | ----- | ----- | ----- | ----- | ----- | ----- | ----- | ----- | ----- |
| Masculino     |     |       |       |       |       |       |       | 1     |       | 1     | 1     |       |       |
| Feminino      |     |       |       |       |       |       |       | 1     |       | 1     | 1     |       |       |
| Misto         |     |       |       |       |       |       |       |       | 1     |       |       |       |       |

|  | Dia de competição |  | Dia de final |

## Medalhistas

### Masculino
| Evento  | Ouro                                                       | Prata                                                                               | Bronze                                                                              |
| ------- | ---------------------------------------------------------- | ----------------------------------------------------------------------------------- | ----------------------------------------------------------------------------------- |
| Simples | TPE Chiang Hung-Chieh                                      | JPN Hidetoshi Oya                                                                   | FRA Adrien Mattenet                                                                 |
| Simples | TPE Chiang Hung-Chieh                                      | JPN Hidetoshi Oya                                                                   | UKR Oleksandr Didukh                                                                |
| Dupla   | CHN China Cui Qinglei Li Yang                              | FRA França Adrien Mattenet Emmanuel Lebesson                                        | JPN Japão Yuichi Yokoyama Hidetoshi Oya                                             |
| Dupla   | CHN China Cui Qinglei Li Yang                              | FRA França Adrien Mattenet Emmanuel Lebesson                                        | SRB Sérvia Marko Jevtovic Zolt Pete                                                 |
| Equipe  | CHN China Xu Xin Cui Qinglei Wang Zhen Jin Yixiong Li Yang | FRA França Abdel Kader Salifou Adrien Mattenet Emmanuel Lebesson Clement Debruyeres | GER Alemanha Nico Christ Nico Stehle Lennart Wehking                                |
| Equipe  | CHN China Xu Xin Cui Qinglei Wang Zhen Jin Yixiong Li Yang | FRA França Abdel Kader Salifou Adrien Mattenet Emmanuel Lebesson Clement Debruyeres | JPN Japão Masato Shiono Yuichi Yokoyama Hidetoshi Oya Jun Mizutani Kenji Matsudaira |

### Feminino
| Evento  | Ouro                                                               | Prata                                                                                                  | Bronze                                                                        |
| ------- | ------------------------------------------------------------------ | --- | ----------------------------------------------------------------------------- |
| Simples | CHN Tang Liying                                                    | JPN Yuka Ishigaki                                                                                      | JPN Moemi Terui                                                               |
| Simples | CHN Tang Liying                                                    | JPN Yuka Ishigaki                                                                                      | TPE Huang Yi-Hua                                                              |
| Dupla   | CHN China Dai Ningyang Cai Shanshan                                | CHN China Liu Juan Ma Yuefei                                                                           | JPN Japão Yuri Yamanashi Moemi Terui                                          |
| Dupla   | CHN China Dai Ningyang Cai Shanshan                                | CHN China Liu Juan Ma Yuefei                                                                           | KOR Coreia do Sul Seo Hyo-Young Kim So-Ri                                     |
| Equipe  | CHN China Dai Ningyang Liu Juan Tang Liying Cai Shanshan Ma Yuefei | RUS Rússia Yulia Prokhorova Valentina Sabitova Margarita Fetiyukhina Elena Troshneva Polina Mikhailova | FRA França Carole Grundisch Audrey Mattenet Marine Zanardi Li Xue             |
| Equipe  | CHN China Dai Ningyang Liu Juan Tang Liying Cai Shanshan Ma Yuefei | RUS Rússia Yulia Prokhorova Valentina Sabitova Margarita Fetiyukhina Elena Troshneva Polina Mikhailova | JPN Japão Yuri Yamanashi Moemi Terui Misako Wakamiya Yuka Ishigaki Yuko Fujii |

### Misto
| Evento | Ouro                                            | Prata                                    | Bronze                                    |
| ------ | ----------------------------------------------- | ---------------------------------------- | ----------------------------------------- |
| Dupla  | TPE Taipé Chinês Huang Yi-Hua Chiang Hung-Chieh | TPE Taipé Chinês Lu Yun-Feng Wu Chih-Chi | ESP Espanha Sara Ramírez Jesus Cantero    |
| Dupla  | TPE Taipé Chinês Huang Yi-Hua Chiang Hung-Chieh | TPE Taipé Chinês Lu Yun-Feng Wu Chih-Chi | JPN Japão Kenji Matsudaira Yuri Yamanashi |

## Quadro de medalhas
| Ordem | País              | Medalha de ouro | Medalha de prata | Medalha de bronze |    |
| ----- | ----------------- | --------------- | ---------------- | ----------------- | -- |
| 1     | CHN China         | 5               | 1                |                   | 6  |
| 2     | TPE Taipé Chinês  | 2               | 1                | 1                 | 4  |
| 3     | JPN Japão         |                 | 2                | 6                 | 8  |
| 4     | FRA França        |                 | 2                | 2                 | 4  |
| 5     | RUS Rússia        |                 | 1                |                   | 1  |
| 6     | GER Alemanha      |                 |                  | 1                 | 1  |
|       | KOR Coreia do Sul |                 |                  | 1                 | 1  |
|       | ESP Espanha       |                 |                  | 1                 | 1  |
|       | SRB Sérvia        |                 |                  | 1                 | 1  |
|       | UKR Ucrânia       |                 |                  | 1                 | 1  |
| TOTAL | TOTAL             | 7               | 7                | 14                | 28 |